# Sphecidae
Los esfécidos (Sphecidae) son una familia de himenópteros apócritos que incluye avispas solitarias y unas pocas que presentan rudimentos de socialidad. Se calculan más de 700 especies en el mundo. Son de 2 a 40 mm de longitud. Generalmente de color oscuro, algunas con reflejos metálicos o con colores brillantes. El abdomen es largo y con un pecíolo o una angosta cintura “cintura de avispa”. La tibia presenta dos espolones. Se diferencian de las abejas en que los pelos son simples y no ramificados o plumosos.
La taxonomía de esta familia ha sufrido profundos cambios. Crabronidae, que era antes parte de ella, es considerada una familia aparte.
La biología de las avispas Sphecidae es sumamente diversa. La gran mayoría son solitarias. Muchas hacen sus nidos en huecos en el suelo o usan cavidades preexistentes, otras construyen nidos en ramas usando barro o aún en algunos casos, resina. Son todas depredadoras. Cada especie suele estar especializada en un tipo particular de presa, generalmente insectos o arañas. La mayoría paraliza a la presa y pone sus huevos en ella, sin proporcionarles otro cuidado. Otras pocas especies continúan alimentando a sus larvas durante el desarrollo.

## Filogenia
Cladograma basado en Debevic et al, 2012, que usó filogenia molecular para demostrar que las abejas se originaron a partir de Crabronidae, la cual es por lo tanto parafilética. La colocación de Heterogynaidae es incierta. La pequeña subfamilia Mellininae no está incluida.
|  | Sphecidae (sensu stricto)            |
|  |                                      |
|  | Crabroninae (parte de "Crabronidae") |
|  |                                      |

|  | Nyssonini, Astatinae                  |
|  |                                       |
|  | Heterogynaidae (posible ubicación #2) |
|  |                                       |

|  | Pemphredoninae, Philanthinae |

Ammophila usando una piedrita para cerrar la entrada de su nido.

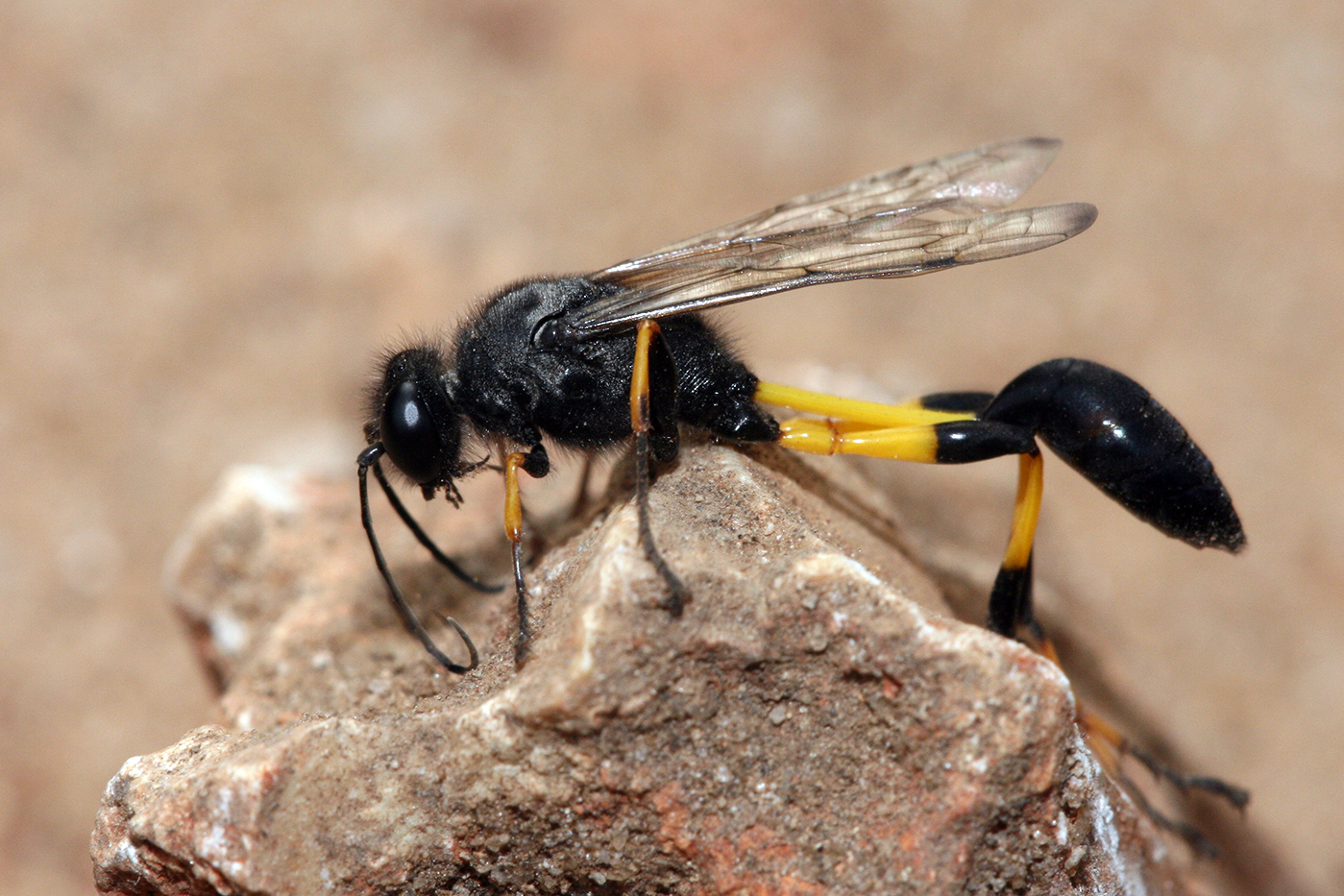
Sceliphron spirifex

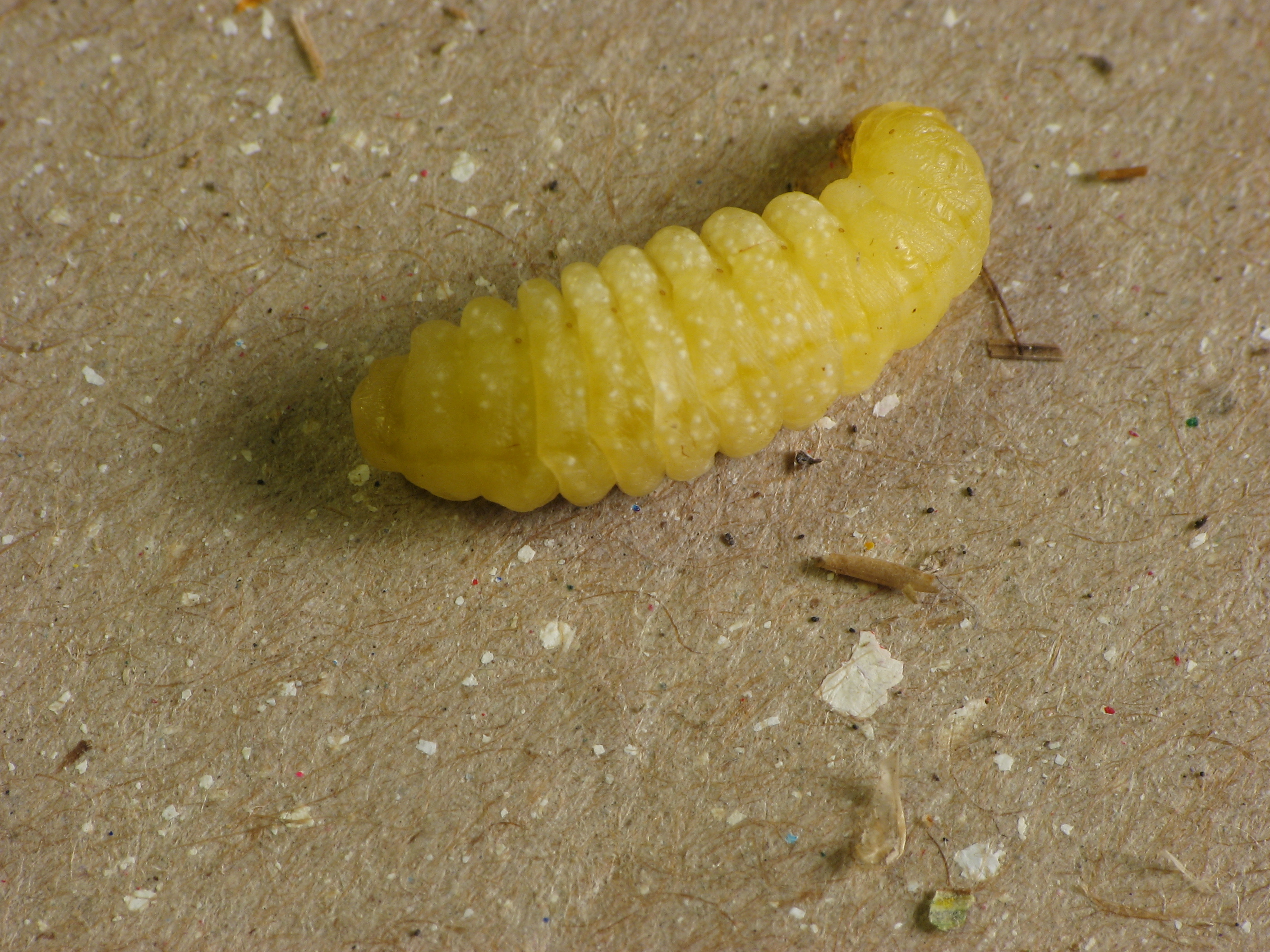
Larva de Isodontia sp.

|  |                              |
|  | Anthophila (abejas)          |
|  |                              |

|  | Nyssonini, Astatinae                  |
|  |                                       |
|  | Heterogynaidae (posible ubicación #2) |
|  |                                       |

|  | Pemphredoninae, Philanthinae |
|  |                              |
|  | Anthophila (abejas)          |
|  |                              |

|  | Nyssonini, Astatinae                  |
|  |                                       |
|  | Heterogynaidae (posible ubicación #2) |
|  |                                       |

|  | Pemphredoninae, Philanthinae |
|  |                              |
|  | Anthophila (abejas)          |
|  |                              |

|  | Nyssonini, Astatinae                  |
|  |                                       |
|  | Heterogynaidae (posible ubicación #2) |
|  |                                       |

|  | Pemphredoninae, Philanthinae |
|  |                              |
|  | Anthophila (abejas)          |
|  |                              |

|  | Sphecidae (sensu stricto)            |
|  |                                      |
|  | Crabroninae (parte de "Crabronidae") |
|  |                                      |

|  | Nyssonini, Astatinae                  |
|  |                                       |
|  | Heterogynaidae (posible ubicación #2) |
|  |                                       |

|  | Pemphredoninae, Philanthinae |
|  |                              |
|  | Anthophila (abejas)          |
|  |                              |

|  | Nyssonini, Astatinae                  |
|  |                                       |
|  | Heterogynaidae (posible ubicación #2) |
|  |                                       |

|  | Pemphredoninae, Philanthinae |
|  |                              |
|  | Anthophila (abejas)          |
|  |                              |

|  | Nyssonini, Astatinae                  |
|  |                                       |
|  | Heterogynaidae (posible ubicación #2) |
|  |                                       |

|  | Pemphredoninae, Philanthinae |
|  |                              |
|  | Anthophila (abejas)          |
|  |                              |

|  | Nyssonini, Astatinae                  |
|  |                                       |
|  | Heterogynaidae (posible ubicación #2) |
|  |                                       |

|  | Pemphredoninae, Philanthinae |
|  |                              |
|  | Anthophila (abejas)          |
|  |                              |

|  | Sphecidae (sensu stricto)            |
|  |                                      |
|  | Crabroninae (parte de "Crabronidae") |
|  |                                      |

|  | Nyssonini, Astatinae                  |
|  |                                       |
|  | Heterogynaidae (posible ubicación #2) |
|  |                                       |

|  | Pemphredoninae, Philanthinae |
|  |                              |
|  | Anthophila (abejas)          |
|  |                              |

|  | Nyssonini, Astatinae                  |
|  |                                       |
|  | Heterogynaidae (posible ubicación #2) |
|  |                                       |

|  | Pemphredoninae, Philanthinae |
|  |                              |
|  | Anthophila (abejas)          |
|  |                              |

|  | Nyssonini, Astatinae                  |
|  |                                       |
|  | Heterogynaidae (posible ubicación #2) |
|  |                                       |

|  | Pemphredoninae, Philanthinae |
|  |                              |
|  | Anthophila (abejas)          |
|  |                              |

|  | Nyssonini, Astatinae                  |
|  |                                       |
|  | Heterogynaidae (posible ubicación #2) |
|  |                                       |

|  | Pemphredoninae, Philanthinae |
|  |                              |
|  | Anthophila (abejas)          |
|  |                              |

|  | Sphecidae (sensu stricto)            |
|  |                                      |
|  | Crabroninae (parte de "Crabronidae") |
|  |                                      |

|  | Nyssonini, Astatinae                  |
|  |                                       |
|  | Heterogynaidae (posible ubicación #2) |
|  |                                       |

|  | Pemphredoninae, Philanthinae |
|  |                              |
|  | Anthophila (abejas)          |
|  |                              |

|  | Nyssonini, Astatinae                  |
|  |                                       |
|  | Heterogynaidae (posible ubicación #2) |
|  |                                       |

|  | Pemphredoninae, Philanthinae |
|  |                              |
|  | Anthophila (abejas)          |
|  |                              |

|  | Nyssonini, Astatinae                  |
|  |                                       |
|  | Heterogynaidae (posible ubicación #2) |
|  |                                       |

|  | Pemphredoninae, Philanthinae |
|  |                              |
|  | Anthophila (abejas)          |
|  |                              |

|  | Nyssonini, Astatinae                  |
|  |                                       |
|  | Heterogynaidae (posible ubicación #2) |
|  |                                       |

|  | Pemphredoninae, Philanthinae |
|  |                              |
|  | Anthophila (abejas)          |
|  |                              |

|  | Sphecidae (sensu stricto)            |
|  |                                      |
|  | Crabroninae (parte de "Crabronidae") |
|  |                                      |

|  | Nyssonini, Astatinae                  |
|  |                                       |
|  | Heterogynaidae (posible ubicación #2) |
|  |                                       |

|  | Pemphredoninae, Philanthinae |
|  |                              |
|  | Anthophila (abejas)          |
|  |                              |

|  | Nyssonini, Astatinae                  |
|  |                                       |
|  | Heterogynaidae (posible ubicación #2) |
|  |                                       |

|  | Pemphredoninae, Philanthinae |
|  |                              |
|  | Anthophila (abejas)          |
|  |                              |

|  | Nyssonini, Astatinae                  |
|  |                                       |
|  | Heterogynaidae (posible ubicación #2) |
|  |                                       |

|  | Pemphredoninae, Philanthinae |
|  |                              |
|  | Anthophila (abejas)          |
|  |                              |

|  | Nyssonini, Astatinae                  |
|  |                                       |
|  | Heterogynaidae (posible ubicación #2) |
|  |                                       |

|  | Pemphredoninae, Philanthinae |
|  |                              |
|  | Anthophila (abejas)          |
|  |                              |

|  | Sphecidae (sensu stricto)            |
|  |                                      |
|  | Crabroninae (parte de "Crabronidae") |
|  |                                      |

|  | Nyssonini, Astatinae                  |
|  |                                       |
|  | Heterogynaidae (posible ubicación #2) |
|  |                                       |

|  | Pemphredoninae, Philanthinae |
|  |                              |
|  | Anthophila (abejas)          |
|  |                              |

|  | Nyssonini, Astatinae                  |
|  |                                       |
|  | Heterogynaidae (posible ubicación #2) |
|  |                                       |

|  | Pemphredoninae, Philanthinae |
|  |                              |
|  | Anthophila (abejas)          |
|  |                              |

|  | Nyssonini, Astatinae                  |
|  |                                       |
|  | Heterogynaidae (posible ubicación #2) |
|  |                                       |

|  | Pemphredoninae, Philanthinae |
|  |                              |
|  | Anthophila (abejas)          |
|  |                              |

|  | Nyssonini, Astatinae                  |
|  |                                       |
|  | Heterogynaidae (posible ubicación #2) |
|  |                                       |

|  | Pemphredoninae, Philanthinae |
|  |                              |
|  | Anthophila (abejas)          |
|  |                              |

|  | Sphecidae (sensu stricto)            |
|  |                                      |
|  | Crabroninae (parte de "Crabronidae") |
|  |                                      |

|  | Nyssonini, Astatinae                  |
|  |                                       |
|  | Heterogynaidae (posible ubicación #2) |
|  |                                       |

|  | Pemphredoninae, Philanthinae |
|  |                              |
|  | Anthophila (abejas)          |
|  |                              |

|  | Nyssonini, Astatinae                  |
|  |                                       |
|  | Heterogynaidae (posible ubicación #2) |
|  |                                       |

|  | Pemphredoninae, Philanthinae |
|  |                              |
|  | Anthophila (abejas)          |
|  |                              |

|  | Nyssonini, Astatinae                  |
|  |                                       |
|  | Heterogynaidae (posible ubicación #2) |
|  |                                       |

|  | Pemphredoninae, Philanthinae |
|  |                              |
|  | Anthophila (abejas)          |
|  |                              |

|  | Nyssonini, Astatinae                  |
|  |                                       |
|  | Heterogynaidae (posible ubicación #2) |
|  |                                       |

|  | Pemphredoninae, Philanthinae |
|  |                              |
|  | Anthophila (abejas)          |
|  |                              |

|  | Sphecidae (sensu stricto)            |
|  |                                      |
|  | Crabroninae (parte de "Crabronidae") |
|  |                                      |

|  | Nyssonini, Astatinae                  |
|  |                                       |
|  | Heterogynaidae (posible ubicación #2) |
|  |                                       |

|  | Pemphredoninae, Philanthinae |
|  |                              |
|  | Anthophila (abejas)          |
|  |                              |

|  | Nyssonini, Astatinae                  |
|  |                                       |
|  | Heterogynaidae (posible ubicación #2) |
|  |                                       |

|  | Pemphredoninae, Philanthinae |
|  |                              |
|  | Anthophila (abejas)          |
|  |                              |

|  | Nyssonini, Astatinae                  |
|  |                                       |
|  | Heterogynaidae (posible ubicación #2) |
|  |                                       |

|  | Pemphredoninae, Philanthinae |
|  |                              |
|  | Anthophila (abejas)          |
|  |                              |

|  | Nyssonini, Astatinae                  |
|  |                                       |
|  | Heterogynaidae (posible ubicación #2) |
|  |                                       |

|  | Pemphredoninae, Philanthinae |
|  |                              |
|  | Anthophila (abejas)          |
|  |                              |

## Subgrupos
Subfamilia Ammophilinae
- Ammophila
- Eremnophila
- Eremochares
- Hoplammophila
- Parapsammophila
- Podalonia

Subfamilia Chloriontinae
- Chlorion

Subfamilia Sceliphrinae
- Chalybion
- Dynatus
- Penepodium
- Podium
- Sceliphron
- Trigonopsis

Subfamilia Sphecinae
- Chilosphex
- Isodontia
- Palmodes
- Prionyx
- Sphex
- Stangeella